# Șerban Ciochină
Șerban Ciochină (né le 30 novembre 1939 à Bucarest et mort en avril 2023) est un athlète roumain, spécialiste du triple saut. 

## Biographie

### Palmarès
| Date | Compétition                    | Lieu     | Résultat | Performance |
| ---- | ------------------------------ | -------- | -------- | ----------- |
| 1964 | Jeux olympiques                | Tokyo    | 5e       | 16,23 m     |
| 1966 | Jeux européens en salle        | Dortmund | 1re      | 16,43 m     |
| 1966 | Championnats d'Europe          | Budapest | 7e       | 16,22 m     |
| 1968 | Jeux européens en salle        | Madrid   | 4e       | 16,42 m     |
| 1968 | Jeux olympiques                | Mexico   | 13e      | 15,62 m     |
| 1970 | Championnats d'Europe en salle | Vienne   | 3e       | 16,47 m     |

### Records
| Épreuve     | Performance | Lieu | Date |
| ----------- | ----------- | ---- | ---- |
| Triple saut | 16,59 m     | —    | 1967 |